# وادي عروسة (بني ضبيان)

تعديل مصدري - تعديل

وادي عروسة هي إحدى قرى عزلة بني ضبيان بمديرية بني ضبيان التابعة لمحافظة صنعاء، بلغ تعداد سكانها 125 نسمة حسب تعداد اليمن لعام 2004.